# 馬来田国造
馬来田国造（うまくたのくにのみやつこ、まくたのくにのみやつこ、うまくたこくぞう、まくたこくぞう）は、上総国中西部を支配した国造。

## 概要

### 祖先
- 『先代旧事本紀』「国造本紀」には、成務朝に天津彦根命の子孫で茨城国造の祖である建許呂命の子・深河意弥命が国造に定められたのに始まるという。

### 氏族
膳大伴部氏（かしわでのおおともべうじ、姓は不明）。

## 本拠

### 支配領域
国造の支配領域は当時馬来田国と呼ばれた地域、後の上総国望陀郡、現在の袖ケ浦市全域、木更津市の大部分、君津市と鴨川市の一部に相当する。金鈴塚古墳など小櫃川下流域の木更津市内にある祇園・長須賀古墳群は、馬来田国造が造営したと考えられている。

## 氏神
不明。

### 墓
- 飯籠塚古墳（いいごづかこふん）
千葉県君津市にある全長102メートルの前方後円墳で、4世紀の築造と見られる。
- 浅間神社古墳（せんげんじんじゃこふん）
千葉県君津市にある全長105メートルの前方後円墳で、4世紀の築造と見られる。
- 白山神社古墳（はくさんじんじゃこふん）
千葉県君津市にある全長89メートルの前方後円墳で、4世紀の築造と見られる。
- 祇園・長須賀古墳群（ぎおんながすがこふんぐん）
千葉県木更津市にある古墳群で、5世紀半ばから7世紀にかけて築造された。